# Rantang

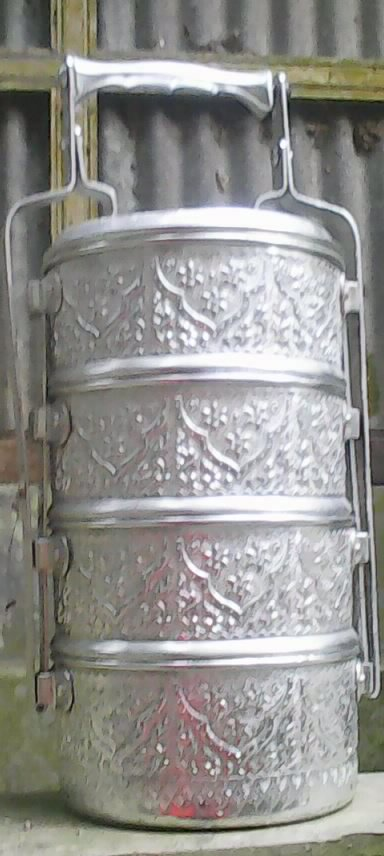
Thaise versie van een rantang

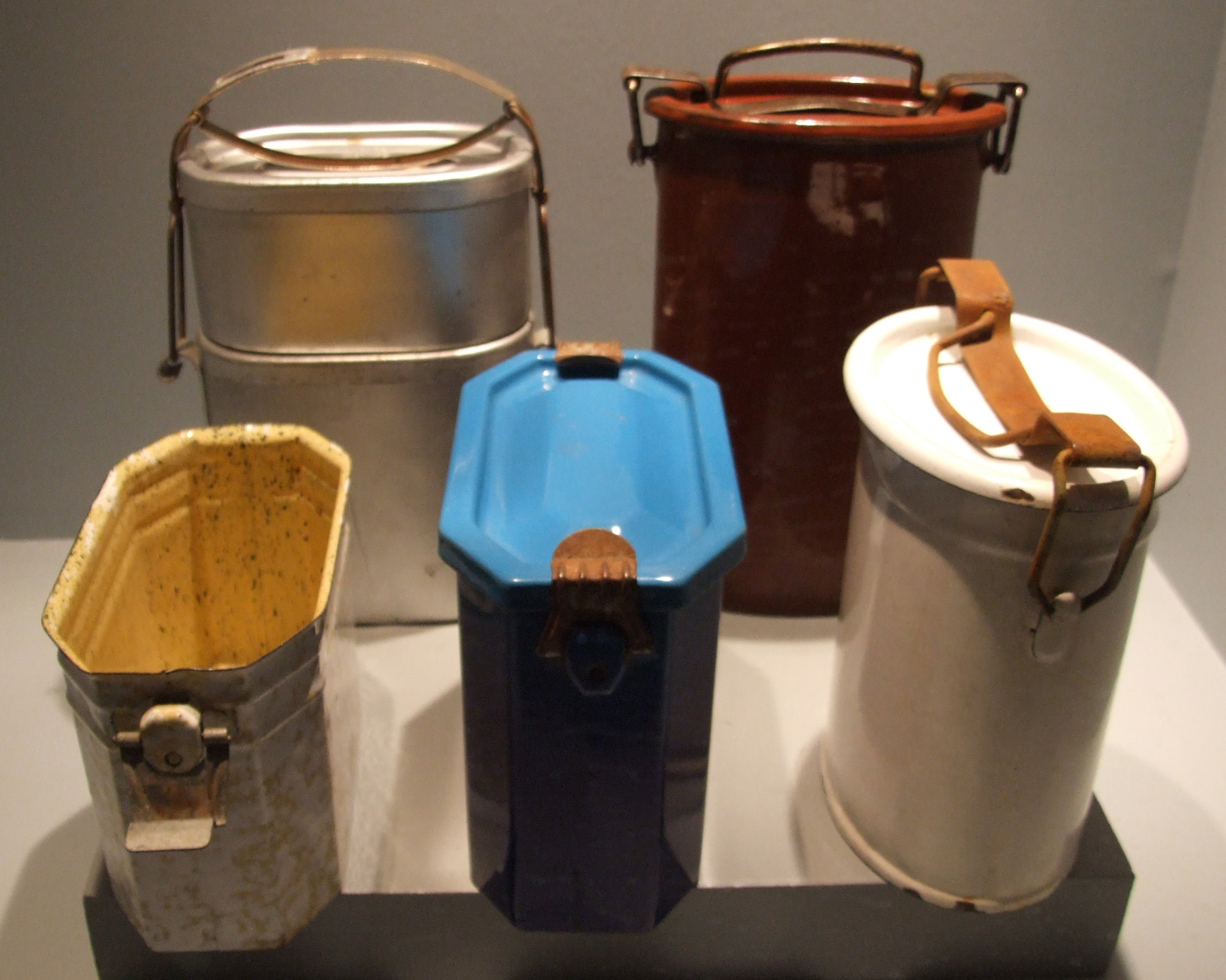
Henkelmann, de Duitse versie van de rantang

Een rantang is een voedseldrager en een samenstel van op elkaar gestapelde bakjes, die door een draagbeugel met elkaar zijn verbonden en dient om restanten of gedeelten van maaltijden, gescheiden van elkaar te kunnen vervoeren.
In de Indonesische en Indische culturen is het de gewoonte dat genodigden, die hun eigen rantang meebrengen, na een uitgebreide en overvloedige maaltijd, de restanten daarvan mee naar huis krijgen. Om deze goed te kunnen vervoeren en zodanig dat de smaken geborgd blijven, worden de gerechten om ze zoveel mogelijk van elkaar gescheiden te houden, in aparte bakjes meegegeven. De bakjes zijn zo vervaardigd, dat zij op elkaar passen, waarna de gehele stapel door een draagbeugel aan elkaar wordt verbonden en kan worden vervoerd. Het materiaal van de bakjes kan aluminium, (geëmailleerd) plaatstaal of kunststof zijn ter beperking van het mee te dragen gewicht. Veelal betreft het samenstellingen van twee tot zes bakjes, maar ook tot twaalf bakjes zijn bekend.
Ook in andere Zuid-Aziatische landen, zoals India, Pakistan, Maleisië en Bangladesh worden soortgelijke voedseldragers gebruikt. In India en Maleisië wordt de rantang respectievelijk dabba en mangkuk tingkat genoemd en zijn deze vormen van de rantang bedoeld om de lunch mee naar het werk te nemen of, zoals in Mumbai, door dabbawala’s (bezorgers van dabba’s) bezorgd te krijgen.
Buiten deze Aziatische landen zijn in Europa ook varianten bekend: in Hongarije heet de rantang éthordó, waarin veelal soep, een hoofdgerecht en een nagerecht worden meegenomen naar het werk, terwijl in Duitsland tot in de jaren 60 de Henkelmann hiervoor werd gebruikt en ronde of ovale bakken bevatte, waarin eenvoudige, thuisbereide maaltijden door bijvoorbeeld mijnwerkers werden meegenomen.
In het leger wordt een dergelijke voedseldrager een gamel of transportgamel genoemd, hoewel het hier een dubbelwandige versie betreft en het draagsysteem afwijkt door gebruik van aan de zijkanten geplaatste handvatten.